# Battaglia di Bosco Marengo
La Battaglia di Bosco fu uno scontro militare che si svolse il 18-19 ottobre 1447 tra l'esercito francese guidato da Rinaldo di Dresay per conto di Carlo di Valois-Orléans e quello milanese al comando di Bartolomeo Colleoni per conto dell'Aurea Repubblica Ambrosiana.

## Storia

### Antefatti
In seguito alla morte del duca Filippo Maria Visconti nell'agosto del 1447 i milanesi si ribellarono al potere ducale distruggendo il Castello di Porta Giovia a Milano e proclamando la Repubblica Ambrosiana. Molti stati tra cui la Repubblica di Venezia, il Ducato di Savoia e il Marchesato del Monferrato ne approfittarono per invadere il dominio ducale, talvolta invitati da alcune delle città e dei castelli lombardi. Tra i vari pretendenti alle terre del defunto duca Filippo Maria vi era anche Carlo duca d'Orleans e di Asti che faceva valere il fatto di essere figlio di sua sorella Valentina Visconti. Il piccolo esercito francese, una volta giunto ad Asti, fu posto sotto il comando di Rinaldo di Dresay. I francesi riuscirono a catturare diversi borghi e castelli guelfi dell'alessandrino e ne saccheggiarono le campagne. Gli abitanti di Bergoglio, il quartiere di Alessandria posto sulla riva sinistra del Tanaro, fecero quindi dedizione ai francesi. Il resto della città, rimasto fedele ai milanesi, inviò messi per chiedere aiuto a Francesco Sforza, genero del duca Filippo Maria Visconti, famosissimo condottiero e da poco nominato conte di Pavia. Non potendo intervenire direttamente in quanto impegnato nelle operazioni militari contro i veneziani, lo Sforza consigliò agli ambrosiani di rafforzare le difese della città pertanto questi inviarono duemila uomini per presidiarla. Inviò anche messi a Rinaldo di Dresay riuscendo a convincerlo ad astenersi dall'attaccare Pavia e Tortona e poi accettò la dedizione della seconda inviandovi Giovanni Caimi quale governatore. Lo Sforza si rifiutò però di entrare in città per evitare di irritare ulteriormente i milanesi che, preoccupati dal suo crescente potere, avevano già accettato malvolentieri la sua nomina quale conte di Pavia.
Nell'ottobre del 1447 Rinaldo di Dresay si accampò presso Bosco Marengo minacciando il borgo. Cercò di portare lo Sforza dalla sua parte promettendogli la protezione francese ma questi declinò ammonendolo di non attaccare un luogo così ben fortificato con così pochi uomini, consigliandogli di ritirarsi ad Asti e ricordandogli la precedente disfatta francese nella battaglia di Alessandria. I francesi tuttavia continuarono l'assedio. Gli alessandrini chiesero allora nuovamente aiuto agli ambrosiani che questa volta risposero inviando un esercito di 1 500 cavalieri, mille al comando Colleoni e cinquecento cavalieri guidati da Astorre Manfredi.

### Battaglia
I due eserciti inviati dalla Repubblica Ambrosiana si riunirono presso Sale e mossero poi verso Frascata. Il 18 ottobre l'esercito del Manfredi si portò ad Alessandria dove si unì con la guarnigione di 1 500 fanti e 700 cavalieri guidata dall'anziano Giovanni Bono Trotti (Bongiovanni) e Angelo da Lavello, poi marciò su Bosco Marengo attaccando i francesi dalla parte opposta rispetto al luogo in cui si trovava il Colleoni. Questi ordinò al caposquadra Campanella di approfittare dei francesi impegnati in battaglia per entrare nel castello ed evacuare gli assediati. Giunta la notte, i francesi si trincerarono nell'accampamento preparandosi per la battaglia dell'indomani. La mattina successiva i milanesi assaltarono il campo nemico. I francesi ne uscirono divisi in due schiere abbandonando i carriaggi. Una delle due mosse contro gli alessandrini del Trotti sconfiggendoli e costringendoli a ritirarsi a Sale e a Tortona. Tutti i prigionieri catturati furono giustiziati per sgozzamento all'uso francese. Il Colleoni, il Manfredi e il Campanella assaltarono la seconda schiera francese cercando di accerchiarla finché il Dresay ordinò ai suoi di ritirarsi di nuovo nel campo per attendere l'arrivo dei rinforzi. I francesi tuttavia non eseguirono la manovra con la dovuta rapidità e molti furono accerchiati e catturati, compreso lo stesso Dresay. Udita la notizia della disfatta, la prima schiera dell'esercito francese e ciò che rimaneva della seconda fuggì a Castellazzo.

### Conseguenze
L'esercito milanese perse sul campo 400-500 uomini, perlopiù prigionieri catturati e poi giustiziati. I caduti in battaglia da parte francese furono pochi ma vennero catturati tutti i carriaggi e millecinquecento uomini dal momento che gli italiani preferivano prendere prigioniero il nemico piuttosto che ammazzarlo. Il 20 ottobre i prigionieri francesi furono fatti sfilare per le strade di Alessandria e il popolo, adirato per la crudeltà mostrata verso gli italiani e verso i loro concittadini, li sottrasse ai milanesi e li trucidò tutti. A nulla valsero gli sforzi del governatore Pietro Pusterla. Il Dresay si ritirò poi da Castellazzo ad Asti e i castelli conquistati nelle settimane precedenti dai francesi tornarono sotto la Repubblica Ambrosiana. Gli abitanti di Bergoglio cacciarono i guasconi che presidiavano il quartiere e quelli di Castellazzo consegnarono ai milanesi Gian Galeazzo Trotti, che aveva precedentemente consegnato la cittadina ai francesi.